# 바토정
바토정(馬頭町)은 도치기현 나스군에 속했던 정이다. 가라스야마정의 통근율은 10.1%(2000년 인구 조사).
2005년 10월 1일, 오가와정, 아와노정과 합병해 나카가와정이 되었다.

## 역사
- 1889년 4월 1일 - 정촌제 시행으로 나스군 무모촌이 성립하였다.
- 1891년 5월 29일 - 바토정으로 개칭되었다.
- 1895년 4월 1일 니시무모촌이 개칭해 무모촌이 되었다.
- 1954년 7월 1일 - 무모촌, 오우치촌 오야마타촌이 합병해 바토정이 신설되었다.
- 2005년 10월 1일 - 오가와정과 합병해 나카가와정이 신설되었다.

## 교통
정내에 철도는 다니지 않고 있었으며 대신 제일 가까운 역은 동일본 여객철도 우쓰노미야 선(도호쿠 본선) 가라스야마역에서 이용을 해야했다.

### 도로
- 국도 제293호선
- 국도 제461호선